# Втора тихоокеанска война
Вижте пояснителната страница за други значения на Тихоокеанска война.
Втората тихоокеанска война е конфликт на Чили (при поддръжката на Великобритания) срещу Перу и Боливия с цел овладяването на богатите на селитра чужди територии, поради което често е наричана и Селитрената война. Въоръженият конфликт трае от 1879 до 1883 г. Завоювайки господство по море, чилийците удържат победа и присъединяват желаните земи.

## Предистория и причини
Войната е свързана със стремежа на Чили да завладее находищата на селитра в перуанската и боливийската част на пустинята Атакама, които принадлежат на Чилийската селитрена компания.

## Ход на военните действия
През февруари 1879 г. войските на Чили нападат Боливия. Перу, която има договор за взаимопомощ с Боливия, влиза във войната през април същата година. Имайки превъзходство по море, чилийците към края на годината окупират боливийското крайбрежие и перуанската провинция Тарапака. Боливия на практика излиза от войната. През април 1880 г. чилийците блокират главното пристанище на Перу – Каляо, а през януари 1881 г. овладяват столицата Лима. Великобритания, получила монополно право върху износа на селитра, поддържа Чили. САЩ обещават поддръжка на другата воюваща страна.

## Край на войната и последствия
През юли 1883 г. чилийците нанасят още две поражения на перуанците, и на 12 юни правителството на Перу е принудено да подпише договор за предаването на Чили на провинция Тарапака. В резултат на окончателното примирие, сключено между Чили и Боливия на 4 април 1884 г. във Валпарайсо, последната губи областта Антофагаста и съответно и излаза си на море.